# Betuker János
Betuker János (Nagyvárad, 1932. február 5. –  Margitta, 2015. november 30.) erdélyi középiskolai matematikatanár.

## Életpályája
Iskoláit szülővárosában végezte, a gépipari középiskolában érettségizett. Kolozsváron matematikatanári diplomát szerzett kis kitérővel, ugyanis származása miatt kizárták az egyetemről, és csak levelező szakon fejezhette be azt.
Tanári pályafutását a Bihar megyei Bályokon kezdte helyettes tanárként 1952-ben. 1954-ben megengedték, hogy levelező tagozaton folytassa tanulmányait. 1955-ben a szomszédos Berettyószéplakra került, a magyar nyelvű iskola igazgatója lett. A román és a magyar iskola egyesítésekor nem vállalta az aligazgatóságot, de elfogadta, hogy 1960-tól az akkori rajoni központban, Margittán tanítson. Az egyetem elvégzése után megszerzett minden tanári fokozatot. Volt idő, amikor a környéken az egyedüli, magyar tagozaton tanító első fokozattal rendelkező matematikatanár volt. Mivel fokozati bizottságok tagja volt, neve nemcsak Biharban, de a szomszédos Nagybányán, Szatmárnémetiben, Zilahon is ismertté vált. 1963-tól megszakításokkal 26 éven át volt eleinte igazgató, majd aligazgató a margittai középiskolában. 42 év tanárkodás után vonult nyugdíjba. Munkásságáért érdemes tanári címet is kapott.
1961-től cikkeket, tanulmányokat jelentetett meg a Tanügyi Újságban, a tartományi, majd a megyei Fáklyában és a Matematikai Lapokban. Veres Zoltán (1939–2016) fizikatanár kollégájával közösen közölt Matematikai és Fizikai Lapokbeli cikkére a komplex számok mértani alkalmazásáról egy spanyol nyelvű tanulmány is hivatkozik.
Felesége, Nagy Irma tanító volt, két lánya (Ágota és Enikő) szintén matematikatanár.

## Kitüntetései
- Érdemes tanár
- Ezüstgyopár díj, 2009,[3]

## Emlékezete
- A margittai Horváth János Elméleti Líceum Betuker János matematikai emlékversenyt szervez a margittai és a környékbeli V–XII. osztályos magyar és román diákok részére.[4]
- A margittai Horváth János Elméleti Líceumban termet neveztek el róla.